# Flori van Acker

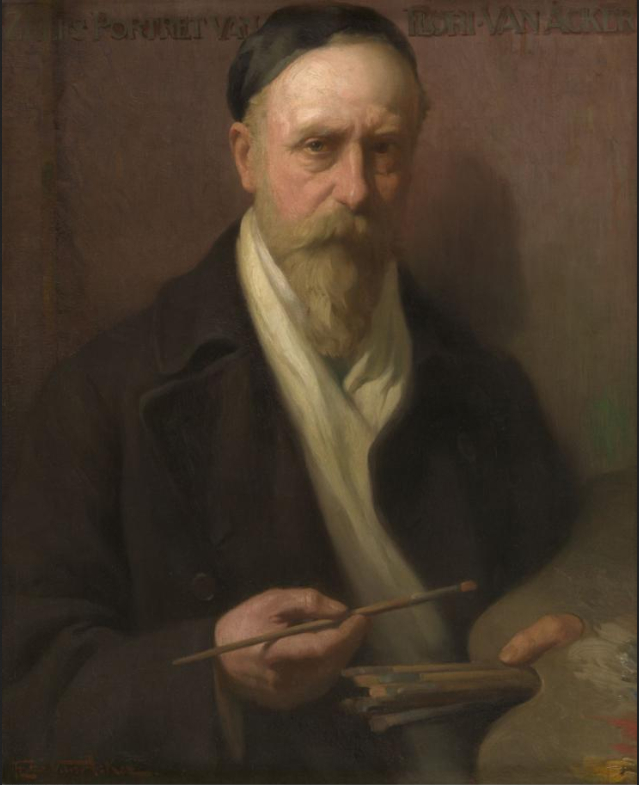
Selbstbildnis

Florimond Marie van Acker (* 6. April 1859 in Brügge; † 14. März 1940), genannt Flori van Acker war ein belgischer Maler. Sein Repertoire umfasste mehrere verschiedene Genres. 

## Leben
Er erlernte die Malerei an den Akademien in Antwerpen, unter Charles Verlat, und in Brüssel, unter Portales. Er ist für die Vielseitigkeit und Verschiedenartigkeit seines künstlerischen Portfolios bekannt. Zu seinen Werken gehören religiöse, historische und genrespezifische Porträts, Landschaften und Städteansichten. Ab 1882 war er regelmäßig mit Werken aus unterschiedlichen Genres bei Ausstellungen in Brüssel, Antwerpen und Gent vertreten. Für die Kirche von Bassevelde fertigte er im Jahr 1884 das Gemälde „Die Auferstehung Christi“. Außerdem malte er Bilder für die Kirche Hollebeke, die Kirche von Boitshoucke, die Jesuitenkirche zu Brügge, die Kirche von Harlebeke und die Kapelle der Xavéristen in Brügge. Neben seiner kirchlichen Malerei war er vor allem für seine Porträts bekannt und geschätzt. Er malte unter anderen den Bischof von Brügge de Brabander, den Gouverneur von Westflandern Graf Charles d’Ursel und den Kommandanten L. Ensor. Ein weiteres bekanntes Gemälde, das sich heute im Besitz des Museums von Brügge befindet, ist seine Panoramaansicht des alten Brügge. Er versuchte weitere Stadtansichten zu malen, jedoch gelang ihm nie die damals erreichte Qualität zu wiederholen.

## Bekannte Werke
- Vue de l’Escaut, 1882
- Christ sur la pierre de l’onction, 1882
- L’Eté à la campagne, 1882
- Die Auferstehung Christi, 1884
- Porträt von Kommandant L. Ensor, 1892
- Panorama des alten Brügge, 1900
- Porträt von Graf Charles d’Ursel, Gouverneur von Westflandern, 1904
- Porträt von Madame Serruys und ihrer Tochter
- Porträt des Bischofs von Brügge, de Brabander